# Daniël de Ridder
Daniël Robin Frederick de Ridder (* 6. března 1984, Amsterdam, Nizozemsko) je nizozemský fotbalový záložník a bývalý mládežnický reprezentant izraelského původu, v současnosti hráč SC Cambuur.

## Reprezentační kariéra
Daniël de Ridder byl členem nizozemských mládežnických výběrů. Zúčastnil se Mistrovství Evropy hráčů do 21 let 2006 v Portugalsku, kde mladí Nizozemci vybojovali svůj první titul v této věkové kategorii, když porazili ve finále Ukrajinu 3:0. Na turnaji vstřelil jeden gól v základní skupině B proti Itálii (výhra 1:0).
O rok později si zlatý úspěch zopakoval na domácím Mistrovství Evropy hráčů do 21 let 2007, kde Nizozemci porazili ve finále Srbsko 4:1.